# 卡塔蘭猜想
卡塔蘭猜想也稱為米哈伊列斯庫定理，是比利時數學家歐仁·查理·卡塔蘭在1844年提出的數論猜想，已在2002年4月由帕德博恩大學的羅馬尼亞數學家普雷達·米哈伊列斯庫證明了這猜想，因此也稱為米哈伊列斯庫定理，證明大幅使用了分圓域和伽羅華模。
此定理斷言除了{\displaystyle 8=2^{3}}，{\displaystyle 9=3^{2}}，沒有兩個連續整數都是正整數的幂（即次方數）；以數學方式表述為：不定方程{\displaystyle x^{a}-y^{b}=1}的大於1的正整數{\displaystyle x,y,a,b}只有唯一解{\displaystyle x=3,y=2,a=2,b=3}。

## 歷史
在卡塔蘭之前已有人考慮過類似的問題。
- 1320年左右，萊維·本·熱爾松（英语：Levi ben Gerson）（1288年—1344年）證明2和3的冪之間只有8和9相差是1。
- 莱昂哈德·歐拉證明，x2 - y3 = 1只有一解：x = 3,y = 2。
- 勒貝格證明了方程xa - y2 = 1，a > 1 沒有正整數解。
- 1965年柯召證明方程x2 - yb = 1，b > 1 只有一個解。

於是卡塔蘭猜想只餘下{\displaystyle a,b}為奇素数的情況。
- 1976年羅貝特·泰德曼(Robert Tijdeman)證明卡塔蘭猜想的方程只有有限個解。雷·斯坦納(Ray Steiner)和莫里斯·米尼奧特（Maurice Mignotte）也對這猜想作出貢獻。
- 皮萊猜想（Pillai's conjecture）：把卡塔蘭猜想一般化，推測正整數的冪之間的差趨向無限大；換句話說，對任何正整數，僅有限多對正整數的冪的差是這個數。這猜想現在仍未解決。若abc猜想成立，則皮萊猜想也成立。

## 參閱
- 埃里克·韦斯坦因. . MathWorld.
- Ivars Peterson's MathTrek（页面存档备份，存于）
- Jeanine Daems: A Cyclotomic Proof of Catalan's Conjecture